# Baie Côte Blanche

Localisation de la baie Côte Blanche dans la paroisse Sainte-Marie.

La baie Côte Blanche (en anglais : Cote Blanche bay) est une baie située sur le golfe du Mexique au sud de la Louisiane aux États-Unis.
La baie Côte Blanche est divisée en deux parties : "East Cote Blanche Bay" et "West Cote Blanche Bay". 
Cette baie est située sur la côte de la paroisse de Sainte-Marie.
La baie Côte Blanche forme un grau, en marquant une communication entre les eaux de la mer et les eaux intérieures par un passage face à la Grosse-Île-du-Vermillion et donnant à l'ouest sur la baie Vermilion.